# Обанель, Теодор
Теодо́р Обане́ль (окс. Teodor Aubaneu; 26 марта 1829[…], Авиньон — 2 ноября 1886[…], Авиньон) — окситанский поэт, один из участников движения фелибров.
Уроженец Авиньона. С детских лет был глубоко верующим католиком. После знамства с Жозефом Руманилем принял активное участие в провансальском литературном движении. Один из фелибров. Один из его наиболее известных литературных сборников, La miugrana entreduberta («Полураскрытый гранат»), отпечатанный в 1860-м году, был отмечен, наряду с религиозными мотивами, описаниями романтического торжества плоти, что вызвало нападки со стороны клерикалов. По требованию архиепископа, Обанель переработал свои стихи, убрав оттуда весь натурализм. Впоследствии не раз эстетические воззрения Обаннеля вступали в конфликт с его религиозными убеждениями — так, сборник стихов «Дочери Авиньона», вышедший в 1880-м году, также навлек на себя шквал критики со стороны католической церкви.
Помимо поэтический сборников, Теодор Обанель был автором трех стихотворных драм — «Хлеб греха», «Похищение и пастух».